# Тролза-6206 «Мегаполіс»
Тролза-6206 «Мегаполіс» — 17-метровий зченлований міський пасажирський низькопідлоговий тролейбус для перевезень великих мас пасажирів, що серійно виробляється на Енгельському тролейбусному ЗАО «ТролЗа» з 2006 року. Модель, що послугувала зразком для зчленованого тролейбуса стала 11-метрова Тролза-5265 «Мегаполіс». 6206 модель отримала той же самий індекс — «Мегаполіс».

## Загальний опис моделі
Тролза-6206 «Мегаполіс» — низькопідлоговий двосекційний тролейбус, призначений для перевезення особливо великих мас пасажирів. Його загальна пасажиромісткість — 160 чоловік. Має низьку пневматичну важільну підвіску з ароматизаторами гальмової системи, керівна частина встановлена на задку тролейбуса, що дає можливість керувати як першою, так і другою секцією. Гармошка, що з'єднує секції між собою металічна, виробництва HUBNER HNGK, що дозволяє її блокуванню. З'єднується сталевими тросами. Обшивка тролейбуса зроблена із цинку, що не дозволяє деградації кузова, відповідно строк нормальної служби тролейбуса може втриматися до 20-30 років.
Салон тролейбуса не сильно різниться від Тролза-5265 «Мегаполіс», так, стиль салону 12-метрової TROLZ'и лишився незмінним — у першій секції лишилися 21 сидіння підвищеного комфорту, формула двостворчстих дверей 2—2—2—2. У першій секції 2 двері, кабіна водія відокремлена від салону і має додаткові двері — передні з перших двостворчастих. По усьому салону встановлено поручні на висоті 1.70 метра. Також є 2 спеціальні місця для пасажирів-інвалідів, що облаштовані кнопками виклику для водія. По усьому салону встановлені ручки-тримачі для тих, хто не дістає до поручнів. У тролейбуса встановлені тоновані склопакети.
Друга секція темніша від першої і менш містка — у ній 9 сидінь та дві двостворчасті двері. У нижній частині може поміститися до 40-50 пасажирів. Гормошка тролейбуса не обмежує руху уздовж салону. у другій частині також встановлений генератор та двигун.
Зовні тролейбус має характерний для TROLZA дизайн — панорамне лобове скло вигнуте з середини, є 3 режими очищення скла очисниками і функція його промиття піною. Фари розташовані одна над одною. Показники повороту дублюються 3 габаритними вогнями з кожного боку. Над кабіною встановлено 3 червоні ліхтарі для позначення довгомірного транспортного засобу, що включаються при повному завантаженні тролейбуса.
Компонування тролейбуса розраховане на деякі додаткові можливості:
- кнілінг кузова
- розміщення 5 двері в першій секції
- висування пандуса з-під середніх пасажирських дверей для проїзду пасажирів-інвалідів.
- певні зміни у конструкції тролейбуса

## Технічні дані
| Модифікація                                                    | Тролза-6206 «Мегаполіс»                                         |
| Призначення                                                    | міський тролейбус                                               |
| Тип тролейбуса                                                 | зчленований                                                     |
| Габаритні розміри, мм                                          | 17500-2600-3400                                                 |
| Висота підлоги над рівнем землі, см                            | 34                                                              |
| Формула дверей                                                 | 2—2—2—2                                                         |
| Підвіска                                                       | Пнематична, залежна, важільна                                   |
| Сидячих місць, шт                                              | 30                                                              |
| Місць для стояння, шт                                          | 130                                                             |
| Повна місткість, чол                                           | 160                                                             |
| Споряджена маса, кг                                            | 17120                                                           |
| Повна маса, кг                                                 | 26000                                                           |
| Колісна база                                                   | 4700                                                            |
| Кліренс, мм                                                    | 220                                                             |
| Шум двигуна, Дб                                                | 78 (кабіна водія), 82 (салон)                                   |
| Макс. швидкість при повному завантаженні, км/год               | 60                                                              |
| Макс.швидкість при порожньому салоні, км/год                   | 80                                                              |
| Розгін 0-40 км/год при повному завантаженні, с                 | 24                                                              |
| Гальмування/газ при зажатті «у підлогу» педалі газу/гальм, м/с | 1.3                                                             |
| Максимальне відхилення від контактної мережі, м                | 4                                                               |
| Вузол зчленування, модель                                      | HUBNER HNGK                                                     |
| Максимальний кут повороту з гормошкою, °                       | 38                                                              |
| Додаткові опції                                                | Тоновані склопакети, кнілінг кузова, цифрові маршрутовказівники |

## Див.також
- ЗіУ-6205
- Тролза-5265 «Мегаполіс»
- ЛАЗ Е301
- Богдан Т901